# جون بيرنت (سياسي)
جون بيرنت هو محامي وقاضي وسياسي أمريكي، ولد في 4 يوليو 1831 في ميزوري في الولايات المتحدة، وتوفي في 1 مارس 1890. انتخب عضو مجلس ولاية أوريغون ‏.